# Pudentiana
Pudentiana (łac. Pudentianensis) – stolica historycznej diecezji we Cesarstwie rzymskim w prowincji Numidia zlikwidowana w VII w. podczas ekspansji islamskiej, współcześnie w północnej Algierii. Obecnie katolickie biskupstwo tytularne. 

## Biskupi tytularni
| Lp. | Biskup                            | Funkcja                                               | Od                   | Do                |
| --- | --------------------------------- | ----------------------------------------------------- | -------------------- | ----------------- |
| 1   | Mario Casariego y Acevedo         | biskup pomocniczy Santiago de Guatemala (Gwatemala)   | 15 listopada 1958    | 12 listopada 1963 |
| 2   | Victor Garaygordóbil Berrizbeitia | biskup pomocniczy Los Ríos (Ekwador)                  | 29 listopada 1963    | 5 stycznia 1978   |
| 3   | Óscar Andrés Rodríguez Maradiaga  | biskup pomocniczy Tegucigalpy (Honduras)              | 28 października 1978 | 8 stycznia 1993   |
| 4   | Peter Ingham                      | biskup pomocniczy Sydney (Australia)                  | 24 maja 1993         | 6 czerwca 2001    |
| 5   | Sérgio Aparecido Colombo          | biskup pomocniczy São Carlos (Brazylia)               | 10 października 2001 | 3 grudnia 2003    |
| 6   | László Kiss-Rigó                  | biskup pomocniczy ostrzyhomsko-budapeszteński (Węgry) | 24 stycznia 2004     | 20 czerwca 2006   |
| 7   | Shelton Fabre                     | biskup pomocniczy Nowego Orleanu (USA)                | 13 grudnia 2006      | 23 września 2013  |
| 8   | György Snell                      | biskup pomocniczy ostrzyhomsko-budapeszteński (Węgry) | 20 października 2014 | 26 lutego 2021    |
| 9   | Carlos Godoy                      | biskup pomocniczy Santiago (Chile)                    | 22 czerwca 2021      | 8 września 2023   |
| 10  | Óscar Álvarez Orellana            | biskup pomocniczy San Salvador (Salwador)             | 16 grudnia 2023      |                   |